# Маккрлийри (окръг, Кентъки)
Окръг Маккрийри (на английски: McCreary County) е окръг в щата Кентъки, Съединени американски щати. Площта му е 1116 km², а населението - 17 080 души (2000). Административен център е населеното място Уитли Сити. Въпреки че сити означава град от английски, Уитли Сити не е град, а е вид населено място.